# Wushanmens
De Wushanmens is een omstreden fossiel gevonden in het district Wushan van de Chinese provincie Chongqing.
De gevonden fossiele fragmenten werden oorspronkelijk benoemd als Homo erectus wushanensis, een ondersoort van Homo erectus. De paleontoloog Russell Ciochon, die de vondsten als eerste beschreef, beschouwt ze nu echter als een uitgestorven niet-mensachtige aap.

## Geschiedenis van de vondsten

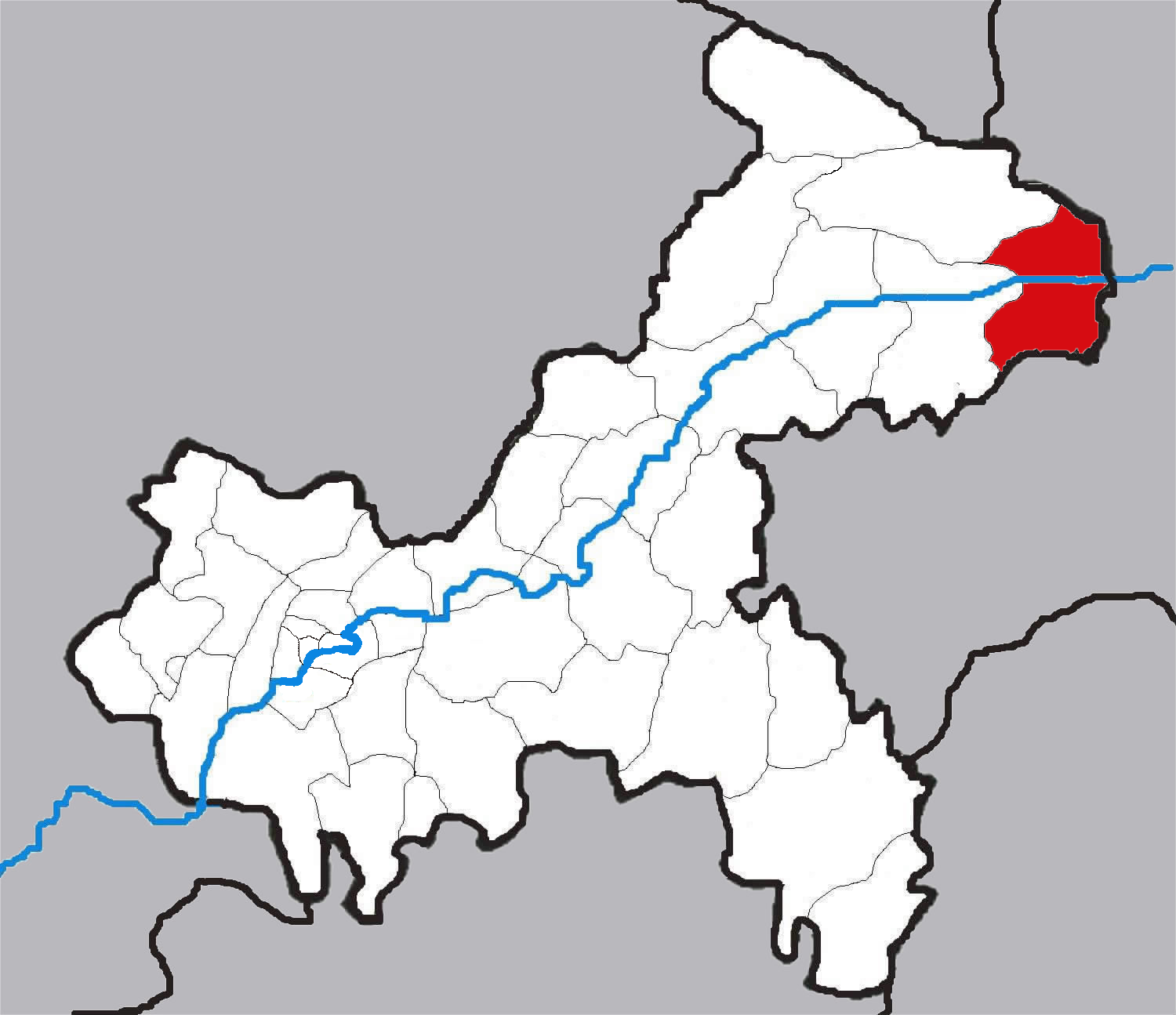
Wushan district van de Chinese provincie Chongqing (重庆)

De fauna waarvan de 'Wushanmens' deel uitmaakt, werd in 1984 bij het dorp Zhenlongping in de grot van Longgupo, de 'drakenbothelling', ontdekt, en wordt op ongeveer twee miljoen jaar oud gedateerd. De daaropvolgende opgravingen van 1985–1988 werden in eerste instantie door een team van Chinese wetenschappers uitgevoerd, onder leiding van Huang Wanpo. Om de fossielhoudende lagen in de grot te bereiken, zelf tien meter hoog, moest eerst een toplaag van twaalf meter worden weggegraven. In 1986 werden samen met dierlijke overblijfselen een bovenste tweede rechtervoortand (specimen CV.939.2) en een linkeronderkaak (specimen CV.939.1) met twee kiezen opgegraven, namelijk de vierde premolaar en de eerste molaar. Die werden toegewezen aan een Homo erectus wushanensis. In de jaren daarop, te weten 1997–1999 en 2003–2006, vonden archeologen naast wat gezien werd als stenen werktuigen ook een groot aantal fossielen van dieren die alleen in een subtropisch bosgebied voorkwamen, zoals Gigantopithecus en de dwergreuzenpanda Ailuropoda microta. In 1992 werd Russell Ciochon bij het onderzoek betrokken om de vondsten te dateren. In 1995 publiceerden Huang en Ciochon een beschrijving in het gerenommeerde blad Nature, die in het Westen sterk de aandacht trok. Ciochon beschreef ook de stenen werktuigen, P.6523 en P.6524. Ze zijn van andesiet-porfier.

## Het mogelijke belang van de vondsten
Volgens Ciochon duiden deze circa twee miljoen jaren oude vondsten erop dat mensachtigen al in Azië voorgekomen zouden zijn voordat het geslacht Homo in Afrika diversifieerde. De eerste mensachtigen in Azië waren naar zijn oordeel van een andere soort dan H. erectus, welke soort al over een op steen gebaseerde technologie beschikte. Het zou om Homo ergaster of zelfs Homo habilis kunnen gaan. Voorlopig beperkte hij zich tot een Homo species indeterminata, dus een nog niet te bepalen soort van het geslacht Homo. Dat het niet om Homo erectus ging zou onder andere blijken uit de graciele bovenkaak en de spadevormige voortand. Een 1,9 miljoen jaar oud pre-Homo erectus fossiel in China kon het ultieme bewijs voor de hypothese van het multiregionale model zijn, dat vooral door Chinese wetenschappers ondersteund wordt. Volgens dit model worden de verschillen tussen huidige menselijke populaties verklaard door het overerven van genen van populaties van soorten ouder dan Homo sapiens die honderdduizenden jaren geleden in hun gebieden leefden. Met andere woorden: de status van de Wushanmens als Homo-fossiel is van cruciaal belang voor de studie van de oorsprong van de menselijke soort, omdat die impliceert dat H. erectus niet de eerste menselijke soort is die Afrika heeft verlaten, en de hypothese ondersteunt dat H. erectus in Azië en niet in Afrika geëvolueerd is. De Wushanmens is ook geopperd als voorouder van Homo floresiensis.

## Twijfel of het überhaupt om een mensachtige gaat

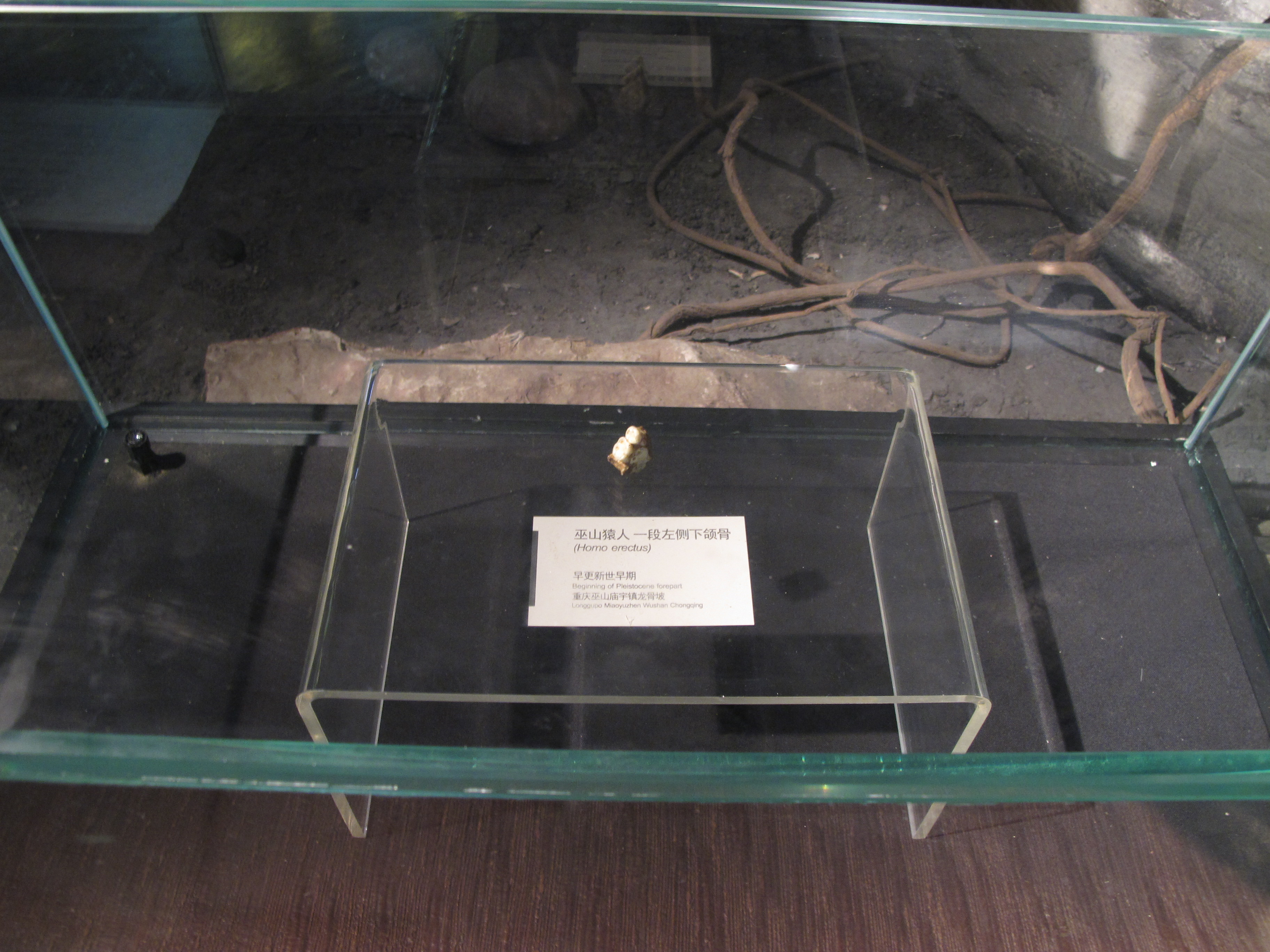
Kaakfragment met twee kiezen van de "Wushanmens"

Dat deze fossielen behoren tot een mensensoort, staat ter discussie. Milford Wolpoff van de Universiteit van Michigan, die de exemplaren kon bestuderen tijdens een reis naar China, was er in 1995 zelfs niet van overtuigd dat de gedeeltelijke kaak van een hominine is. Hij nam namelijk slijtage op de premolaren waar die typisch is voor basale mensapen. De vorm van de tandrestanten leek volgens hem eerder op die van een orang-oetansoort. Dit is des te opmerkelijker omdat hij een van de grootste voorstanders is van het multiregionale model.
Jeffrey Schwartz en Ian Tattersall publiceerden in 1996 een claim in Nature dat de tanden in Longgupo die van een orang-oetan waren. Later dat jaar werd beweerd dat het kaakfragment niet kan worden onderscheiden van die van Chinese mensapen van het geslacht Lufengpithecus uit het Laat-Mioceen-Plioceen
In het nummer van 18 juni 2009 van Nature heeft Russell Ciochon, die voor het eerst melding maakte dat het kaakfragment uit Longgupo van een mensensoort was, bekendgemaakt dat hij van gedachten was veranderd en nu van mening is dat het kaakfragment toebehoort aan een onbekende uitgestorven meer basale aap. Homo erectus zou het gebied 1,6 miljoen jaar geleden bereikt hebben en zich toen hebben beperkt tot de graslanden, het oerwoud mijdend. In het voorjaar van 2005 had hij een partij tanden bestudeerd waaronder een aantal van een nog onbekende basale mensaap. Die zou volgens hem de vermeende 'Wushanmens' zijn. Uit andere grotten waren soortgelijke tanden opgedoken. Ze hebben een dun tandglazuur met weinig rimpels, anders dan bij orang-oetans. Problematisch bleven dan de werktuigen. Die waren volgens hem authentiek maar vermoedelijk herwerkt uit een jongere laag.